# Stadio Atanasio Girardot
Lo stadio Atanasio Girardot (in spagnolo Estadio Atanasio Girardot) è uno stadio di calcio di Medellín, in Colombia. Ospita le partite casalinghe dell'Atlético Nacional e dell'Deportivo Independiente Medellín, oltre che, saltuariamente, dell'Envigado. Può contenere 44 739 spettatori.
È il terzo stadio più capiente di Colombia, dopo lo stadio Deportivo Cali e lo stadio metropolitano Roberto Meléndez, e il più capiente del dipartimento di Antioquia.  
È intitolato ad Atanasio Girardot, rivoluzionario colombiano che combatté al fianco di Simón Bolívar.